# Phénylhydrazine (maladie professionnelle)
Une intoxication à la phénylhydrazine peut être reconnue comme maladie professionnelle en France.
Cet article relève du domaine de la législation sur la protection sociale et a un caractère davantage juridique que médical. 

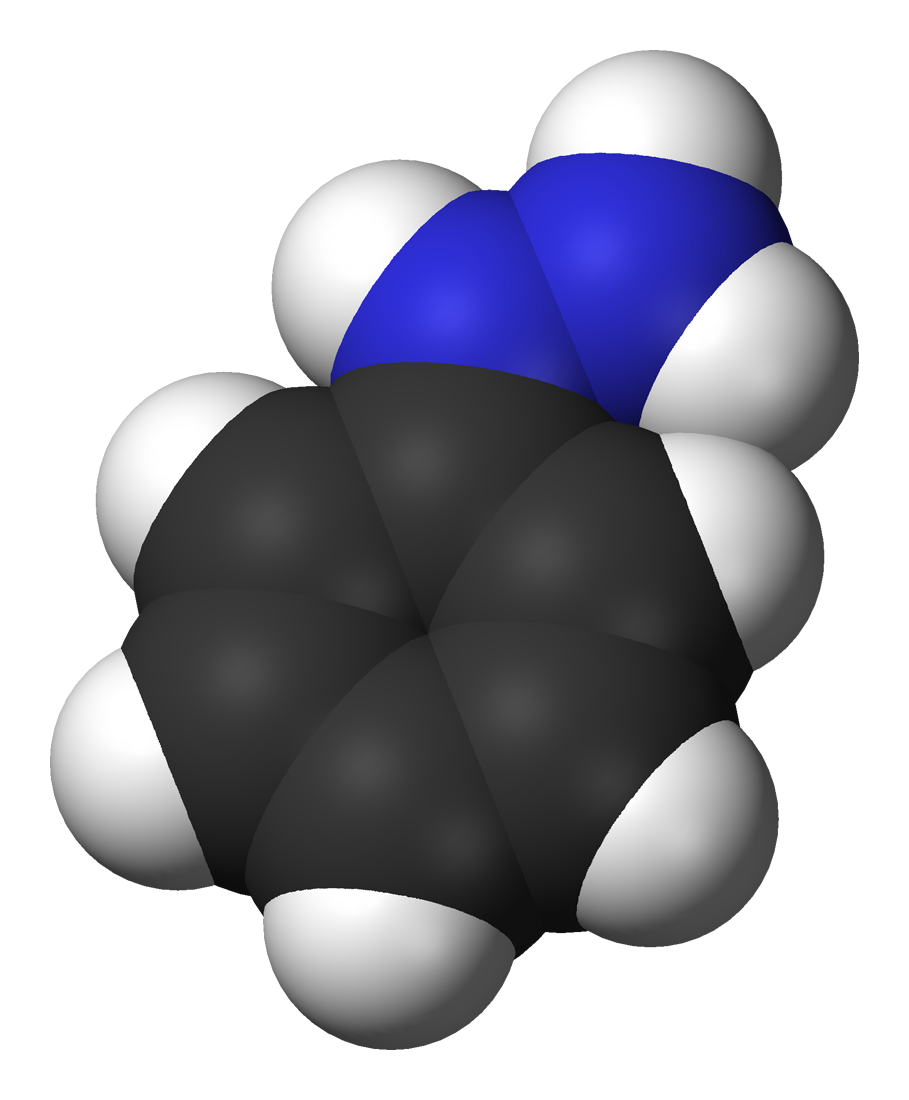
Phenylhydrazine

## Législation enFrance

### Régime général
| Fiche Maladie professionnelle | Fiche Maladie professionnelle | Fiche Maladie professionnelle |
| Ce tableau définit les critères à prendre en compte pour qu'une affection provoquée par la phénylhydrazine soit prise en charge au titre de la maladie professionnelle | Ce tableau définit les critères à prendre en compte pour qu'une affection provoquée par la phénylhydrazine soit prise en charge au titre de la maladie professionnelle | Ce tableau définit les critères à prendre en compte pour qu'une affection provoquée par la phénylhydrazine soit prise en charge au titre de la maladie professionnelle |
| Régime Général. Date de création : 2 novembre 1972 | Régime Général. Date de création : 2 novembre 1972 | Régime Général. Date de création : 2 novembre 1972 |
| Tableau N° 50 RG | Tableau N° 50 RG | Tableau N° 50 RG |
| Affections provoquées par la phénylhydrazine | Affections provoquées par la phénylhydrazine | Affections provoquées par la phénylhydrazine |
| --- | --- | --- |
| Désignation des Maladies | Délai de prise en charge | Liste indicative des principaux travaux susceptibles de provoquer ces maladies                                                                                         |
| Lésions eczématiformes récidivant en cas de nouvelle exposition au risque ou confirmées par un test épicutané.                                                         | 15 jours | Préparation, emploi, manipulation de la phénylhydrazine. |
| Anémie de type hémolytique. | 30 jours | |
| Rhinite récidivant en cas de nouvelle exposition au risque ou confirmée par test.                                                                                      | 7 jours | |
| Asthme objectivé par explorations fonctionnelles respiratoires récidivant en cas de nouvelle exposition au risque ou confirmé par test.                                | 7 jours | |
| Date de mise à jour : | | |

## Sources spécifiques
- (fr) Tableau N° 50 des maladies professionnelles du régime Général

## Sources générales
- (fr) Tableaux du régime Général sur le site de l’AIMT
- (fr) Guide des maladies professionnelles sur le site de l’INRS